# Northrop Grumman Firebird
Northrop Grumman Firebird nebo také Model 355 je jednomotorový americký průzkumný letoun, který je možné provozovat i jako bezpilotní letoun. Je to poslední letoun, který vznikal pod Burtem Rutanem.

## Vývoj
V roce 2009 se zástupci firem Scaled Composites a Northrop Grumman dohodli na stavbě špionážního letounu, který by mohl létat s lidskou posádkou nebo bez ní. O rok později měl být uskutečněn první let prototypu letounu Firebird. Jeho existence byla odtajněna po únicích informací v květnu roku 2011. Krátce na to se letoun Firebird stihl zapojit do cvičení Empire Challenge 2011, kde demonstroval své schopnosti.
Roku 2013 předvedla společnost Northrop Grumman na letounech svůj systém satelitní komunikace SATCOM, který využívá technologii nitridu galia GaN, který by měl umožnit sdílení dat v reálném čase. Systém se nacházel v konstrukci, která byla přimontována na horní stranu trupu letounu.
Na evropském nebi jej bylo možné spatřit poprvé v roce 2019 na letecké přehlídce Royal International Air Tattoo (RIAT).
V březnu roku 2021 nalétal demonstrátor letounu 9 000 mil po USA se zastávkami v Daytonu ve státě Ohio, Washingtonu DC, Patuxent River, Maryland, Tampě, Miami a Key West na Floridě.
Northrop Grumman  pozastavil vývoj letounu v dubnu roku 2022 po tom co neuspěl při získávání zakázek.

## Konstrukce
Letoun Firebird je hornoplošník s centrálním trupem, který může, ale nemusí být vybaven kabinou pro posádku. Ta je vypouklá nad profil trupu letadla. V případě potřeby změny konfigurace z pilotovaného na nepilotovaný letoun je možné tuto změnu uskutečnit do 4 hodin podle tvrzení společnosti Northrop Grumman. Na konci trupu se nachází pohonná jednotka, která roztáčí tlačnou třílistou vrtuli. 
Křídlo letounu má mírně zalomený tvar do tvaru písmene „W“. V místě zalomení se nacházejí menší trupy, do nichž se zatahují kola hlavního podvozku. Na koncích těchto drobných trupů se nacházejí svislé ocasní plochy, které jsou na horní úrovni propojeny vodorovnou ocasní plochou.
Letoun má modulární konstrukci, která by mu měla umožňovat měnit senzorové vybavení podle potřeb plánované mise, od různých optických sledovacích systémů, přes radary SAR, odposlouchávací zařízení a senzory.

## Specifikace

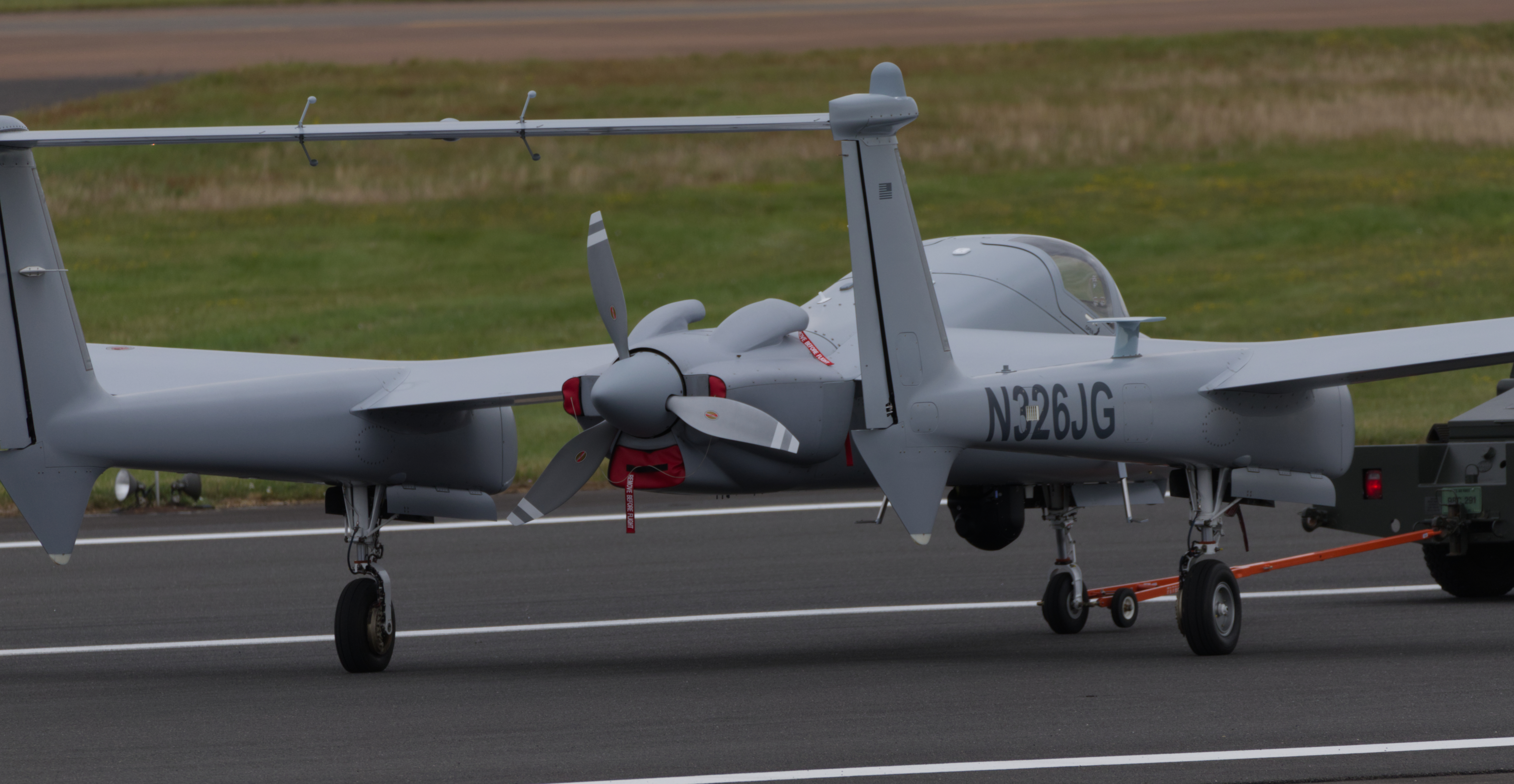
Northrop Grumman Firebird

Technické údaje dle Northrop Grumman

### Technické údaje
- Posádka: 1 pilot,  pozorovatel
- Užitečný náklad: 771 kg
- Rozpětí: 24,1 m
- Délka: 10,5 m
- Výška: 3,2 m
- Max. vzletová hmotnost : 3 220 kg
- Pohonná jednotka: 1x šestiválcový motor  Lycoming TEO-540
- Výkon pohonné jednotky: 400 k (298 kW)

### Výkony
- Cestovní rychlost: 250 km/h ve výšce 6000 m
- Dostup: 7 600 m
- Vytrvalost: 30+ hodin

## Uživatelé
- Spojené státy americké
  - Grand Sky Development[12][13]
  - Tenax Aerospace[13]